# Красочуб червоноволий
Красочуб червоноволий (Cephalopterus glabricollis) — вид горобцеподібних птахів родини котингових (Cotingidae).

## Поширення
Вид поширений у Коста-Риці та Панамі. Населяє субтропічні або тропічні вологі рівнинні ліси та субтропічні або тропічні вологі гірські ліси.

## Опис
Це великий, громіздкий і схожий на ворону птах, який є найбільшим горобцеподібним у своєму ареалі. Він також є одним із найбільших котингів, і лише красочуб білоокий є більшим. Самці більші за самиці, маючи довжину 41 см і вагу 450 г, у порівнянні з 36 см і 320 г у самиць.